# Stefano Zuffi
Stefano Zuffi est un historien de l'art italien né le 24 mai 1961 à Milan.
Stefano Zuffi est l'auteur de nombreuses publications dans le domaine de l'histoire de l'art, et tout particulièrement sur les périodes de la Renaissance et du baroque : on lui doit des monographies sur Dürer, sur Caravage ou encore sur la Renaissance. C'est le conseiller éditorial de la maison d'édition Electa, pour laquelle il a notamment publié un Dictionnaire de l'art en 2002,.